# Jan Ohéral
Jan Ohéral, pseudonym J. Žalkovský (21. září 1810 Žalkovice – 22. června 1868 Vídeň), byl český spisovatel a novinář z Moravy.

## Život a dílo
Vystudoval piaristické gymnázium v Kroměříži a filosofii v Brně. Věnoval se literatuře a žurnalistice.
Svou profesní dráhu začal jako redaktor kalendáře Mährischer Wanderer (Brno, 1830–1859), který v Brně vydával nakladatel C. J. Jurende. Souběžně redigoval český kalendář Domácí přítel (Brno, 1845), vydávaný knihkupcem C. Winikerem. Ohéral byl v pracovním vztahu s moravskými vlastenci, jako byli F. C. Kampelík, F. M. Klácel nebo A. V. Šembera.
Redigoval také časopis Moravia (Brno, 1838–1848), který byl beletristickým listem s českou vlasteneckou tendencí. O české literatuře psal Ohéral také do německého časopisu Ost und West (Praha, 1837–1847).
Se jménem Jana Ohérala vyvrcholily snahy o založení prvních českých novin na Moravě, kterými se staly Týdeník, listy ponaučné a zábavné (Brno, 1848–1849), jichž byl Ohéral redaktorem ve spolupráci s F. M. Klácelem. Tento list zanikl v lednu 1849 a měl pokračování ve dvou denících: Moravské noviny (Brno, 1849–1872) podporované Moravským sněmem a redigované F. M. Klácelem, a Moravské národní noviny (Brno, 1849–1852), redigované J. Ohéralem, které však se neudržely z finančních důvodů.
Během revolučního roku 1848 byl i politicky aktivní. Ve volbách roku 1848 byl zvolen na rakouský ústavodárný Říšský sněm. Zastupoval volební obvod Kroměříž na Moravě. Uvádí se jako redaktor. Patřil ke sněmovní pravici. Uvádí se etnicky jako známý Slovan.
Po zániku Moravských národních novin odešel Ohéral do Prahy, kde převzal redakci beletristického časopisu Erinnerungen (Praha, 1822–1864) a vydával Prager Morgenpost (Praha, 1857–1864), čímž se však značně zadlužil. Ve své žurnalistické kariéře pokračoval ve Vídni od roku 1864 a přispíval do novin Die Presse (1848-1896) a Konstituonelle Volks-Zeitung.
Jan Ohéral se snažil o popularizaci české literatury, oceňoval např. K. H. Máchu. Pod pseudonymem J. Žalkovský přispíval do časopisu Obrazy života, redigovaném v Praze Janem Nerudou. Přeložil Babičku od Boženy Němcové do němčiny (sama autorka překlad kontrolovala). Ohéral pocházel z českého prostředí, ale měl německé školy (jiné v té době nebyly možné), v němčině byl proto silnější a využíval její znalost pro šíření české literatury v dobovém německém prostředí. Byl také propagátorem technického pokroku, zejména železnic.

## Dílo

### Monografie
- OHÉRAL, Jan. Bukolische Briefe. Prag: Geržabek, 1860.

- OHÉRAL, Jan. O železnicích. Brno: Univerzita J.E. Purkyně, 1971.

- OHÉRAL, Jan. Rudolph Rohrer. Brünn: [s.n.], 1849?.

### Periodika, která vydával, redigoval nebo do kterých přispíval
- Mährischer Wanderer.  Brno:  1830-1859. Dostupné online.

- Domácí přítel.  Brno:  1845. Dostupné online.

- Moravia.  Brno:  1838-1848. Dostupné online.

- Ost und West.  Praha:  1837-1847. Dostupné online.

- Týdeník: listy ponaučné a zábavné.  Brno:  1848-1849. Dostupné online.

Viz též:
- KUBÍČEK, Jaromír. Týdeník, listy ponaučné a zábavné: 1848-1849. Brno: Moravská zemská knihovna, 2009. 36 s. (Rejstříky moravského tisku; sv. 5). ISBN 978-80-7051-183-1.

- Moravské noviny.  Brno:  1849-1872. Dostupné online.

- Moravské národní noviny.  Brno:  1849-1852. Dostupné online.

- Erinnerungen.  Praha:  1822-1864. Dostupné online.

- Prager Morgenpost.  Praha:  1857-1864. Dostupné online.

- Die Presse.  Vídeň:  1848-1896, 1948-. Dostupné online.

- Konstituonelle Volks-Zeitung.

- Obrazy života.  Praha:  1859-1862. Dostupné online.